# Microcomatula mortenseni
Microcomatula mortenseni is een haarster uit de familie Antedonidae.
De wetenschappelijke naam van de soort werd in 1931 gepubliceerd door Austin Hobart Clark.